# フランソワ・トゥラン＝デュック
フランソワ・トゥラン＝デュック(François Trinh-Duc(ベトナム語：Trịnh Đức；鄭德)、1986年11月11日 - )は、フランスのラグビーユニオン選手である。現役時代のポジションは主にフライハーフ(スタンドオフ)。

## 経歴
- フランスのモンペリエで生まれた。祖父はフランスに移住したベトナム人である。[1]

- 4歳でラグビーを始め、地元のチームに入ったが、後にモンペリエでの同僚となるフルジャンス・ウエドラオゴも同じチームに参加していた。[2]

- 2004年、地元クラブのモンペリエ・エロー・ラグビーでデビュー。

- 2008年、シックスネーションズでフランス代表に招集され、代表デビュー。

- 2011年のラグビーワールドカップでは日本代表戦、決勝のニュージーランド代表戦を含む6試合に出場したが優勝は逃した。

- 2015年のラグビーワールドカップでは代表スコッドに選出されなかった。[3]

- 2015年、2016-17シーズンからの契約でRCトゥーロンに移籍することが決まった。[4]

- 2019年、ラシン92に移籍。

- 2021年、ユニオン・ボルドー・ベグルに移籍。

- 2022年、現役を引退した。